# Уэс-Кёнё
Уэс-Кёнё (устар. Юёс-Кэннэ) — река в Кобяйском улусе Якутии, приток реки Лена. Длина — 42 км. Вытекает из Лены и впадает в Лену через протоку Кюнгкябир слева в 1086 км от её устья.

## Данные водного реестра
По данным государственного водного реестра России и геоинформационной системы водохозяйственного районирования территории РФ, подготовленной Федеральным агентством водных ресурсов:
- Бассейновый округ — Ленский
- Речной бассейн — Лена
- Речной подбассейн — Лена ниже впадения Вилюя до устья
- Водохозяйственный участок — Лена от впадения Вилюя до водного поста ГМС Джарджан[2].